# Lisa Havell
Lisa Havell, född 8 september 1988, är en svensk långdistanslöpare. Hon vann SM-guld på 3 000 meter inomhus 2019.

## Personliga rekord
| Utomhus - 800 meter – 2:11,37 (Claremont, Kalifornien USA 13 april 2013) - 800 meter – 2:14,26 (Göteborg 13 augusti 2016) - 1 500 meter – 4:16,62 (Kessel-Lo, Belgien 4 augusti 2018) - 3 000 meter – 9:18,52 (Göteborg 18 augusti 2018) - 5 000 meter – 15:48,94 (Tammerfors, Finland 31 augusti 2018) - 10 000 meter – 36:07,42 (Uddevalla 1 september 2015) - 5 km landsväg – 17:21 (Korschenbroich, Tyskland 2 april 2017) - 10 km landsväg – 36,17 (Malmö 18 april 2015) - 3 000 meter hinder – 11:16,67 (Helsingborg 6 juli 2018) | Inomhus - 1 500 meter – 4:15,69 (Bærums kommun, Norge 10 februari 2019) - 1 engelsk mil – 4:49,61 (Birmingham, Alabama, USA 9 mars 2013) - 3 000 meter – 9:02,04 (Eaubonne, Frankrike 12 februari 2019) |